# Kanzel (Weisingen)

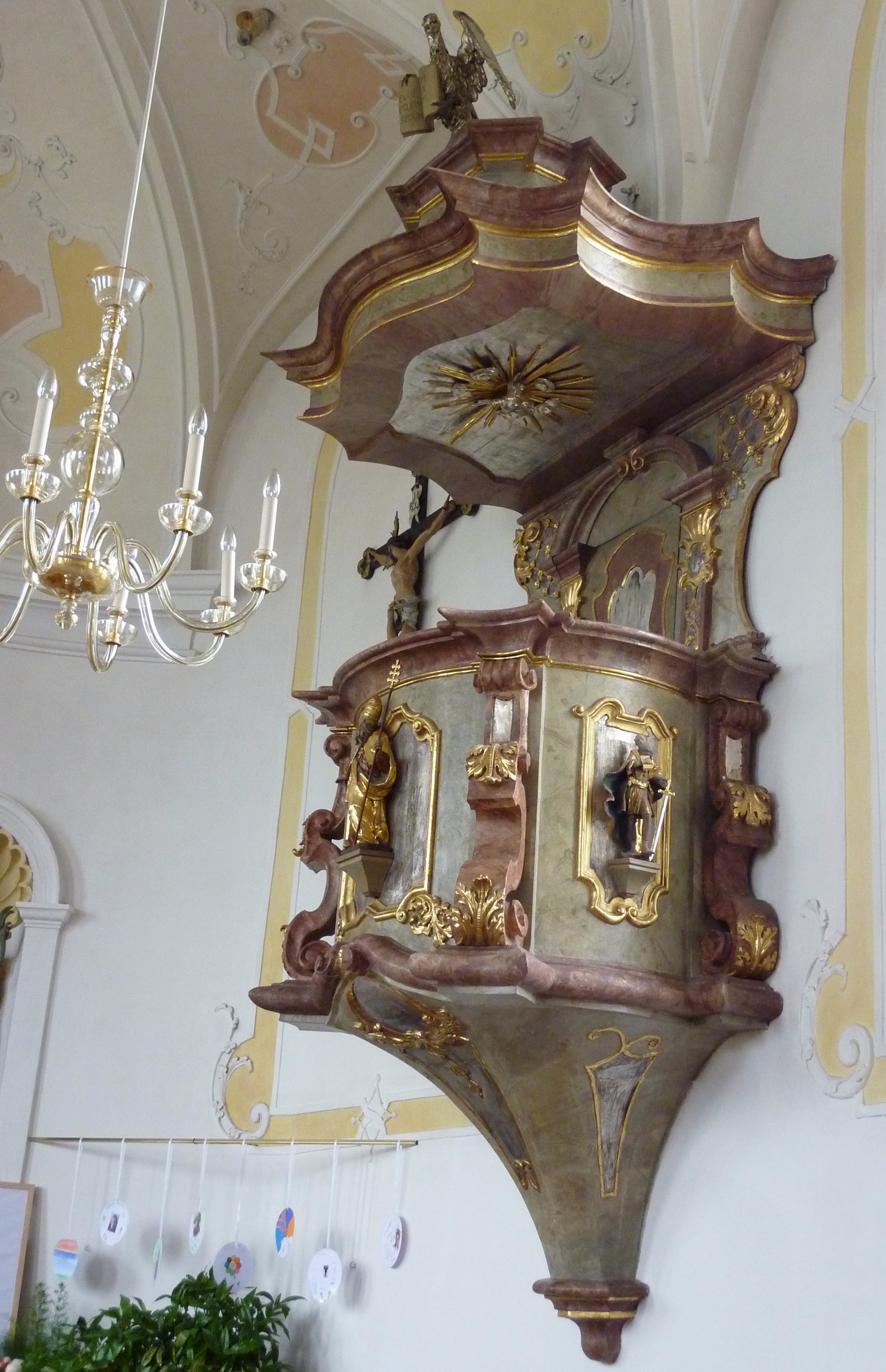
Kanzel in Weisingen, rechts die Skulptur des Apostels Paulus

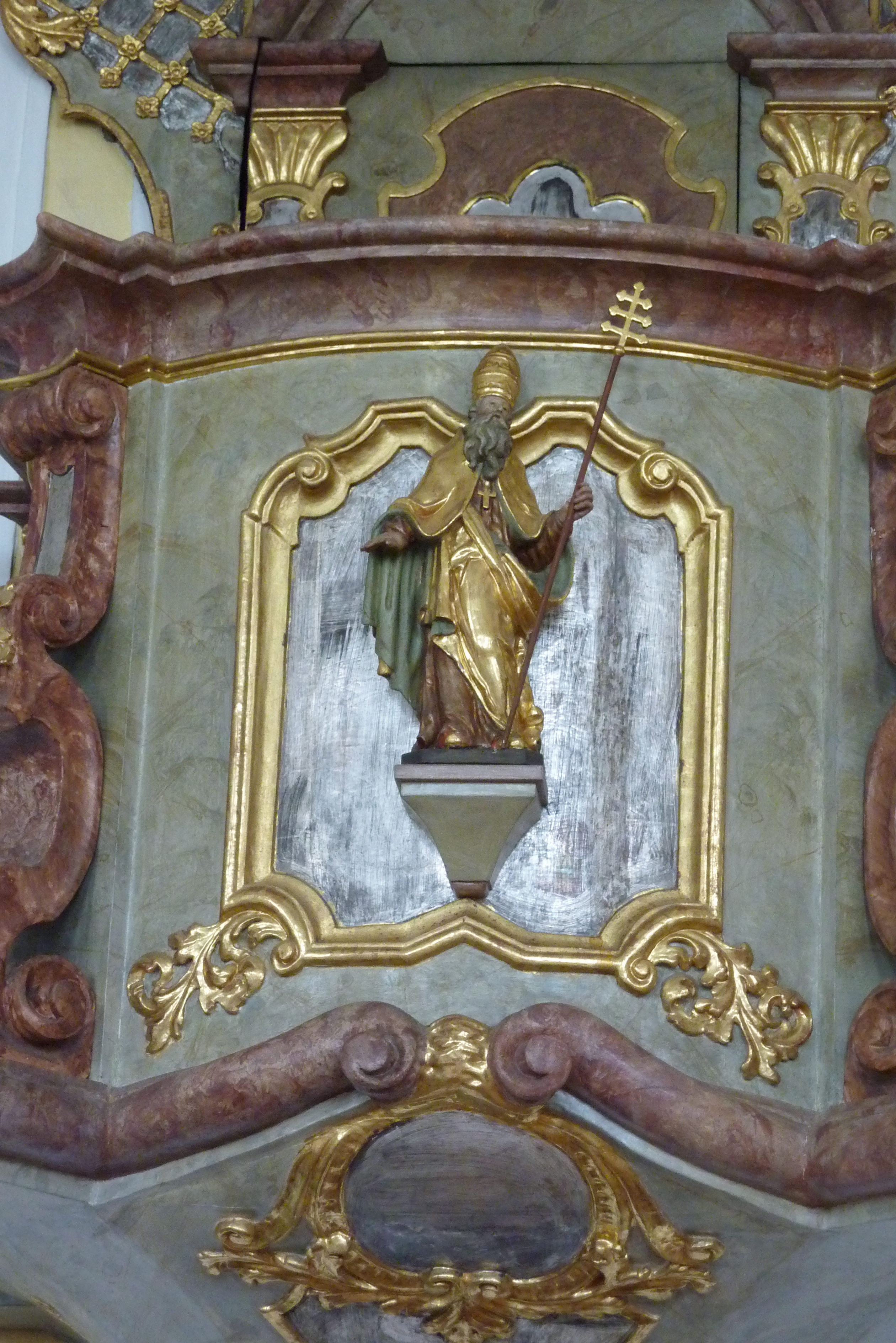
Skulptur des heiligen Sixtus am Kanzelkorb

Die Kanzel in der katholischen Pfarrkirche St. Sixtus in Weisingen, einem Gemeindeteil von Holzheim im Landkreis Dillingen an der Donau im bayerischen Regierungsbezirk Schwaben, wurde um 1733 geschaffen. Die Kanzel ist ein Teil der als Baudenkmal geschützten Kirchenausstattung.
Die hölzerne Kanzel im Stil des Barocks hat einen runden Kanzelkorb, der mit Voluten besetzt ist. Auf neuen Konsolen stehen Statuetten der Apostel Petrus und Paulus, vermutlich von Johann Michael Fischer, und des Papstes Sixtus II., die um 1680 datiert und Johann Michael Guggenbichel zugeschrieben wird. 
Auf dem geschweiften Schalldeckel ist der Adler des Evangelisten Johannes zu sehen, die drei anderen Evangelistensymbole sind verschollen.